# Флаг яхт-клуба

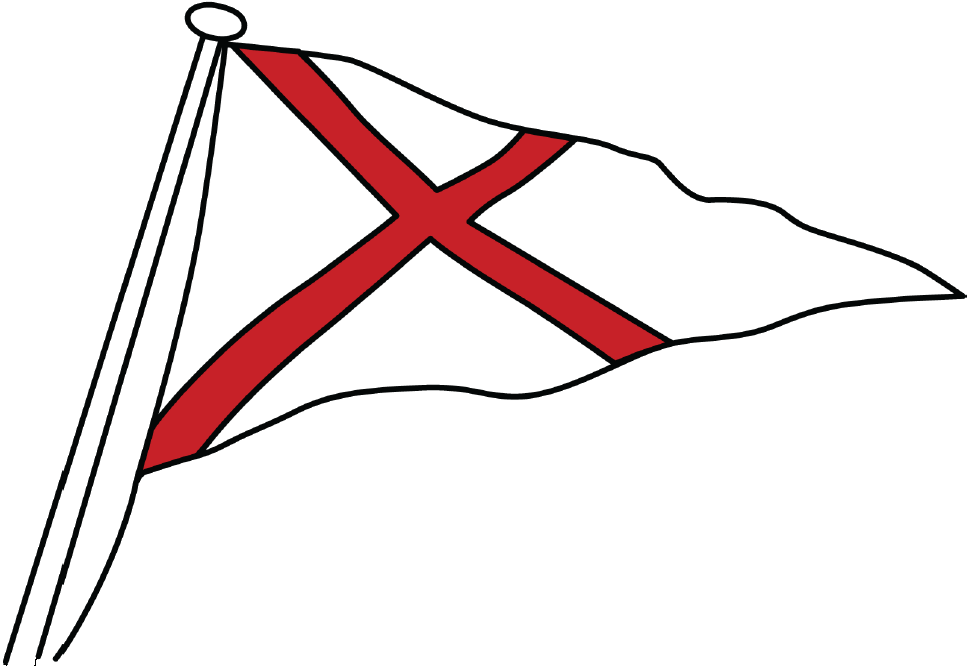
Флаг парусного клуба Hellerup, Дания

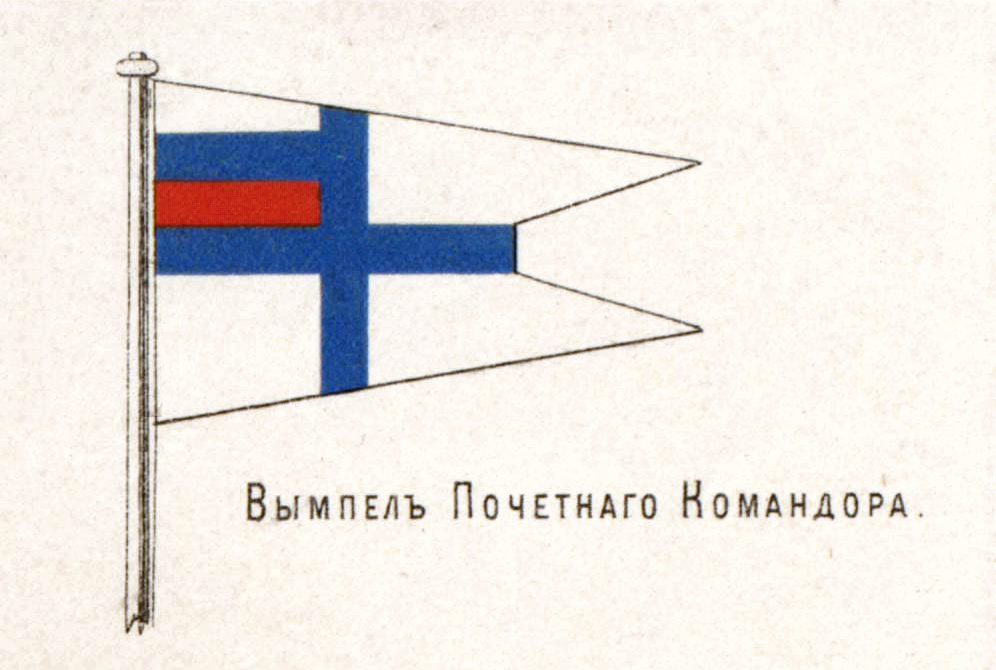
Вымпел почётного командора Невского яхт-клуба великого князя Александра Михайловича. 24 июня 1895 г.

Флаг яхт-клуба (клубный треугольный флажок, вымпел яхт-клуба, гвидон, бедж; англ. Burgee, фр. Guidon) — небольшой флаг, независимо от его формы, на котором изображён символ яхт-клуба владельца судна, организации парусного спорта или лодочной станции.

## Описание и история
Современный флаги яхт-клубов имеют, как правило, треугольную форму вымпелов, но существуют также с вырезанным треугольником («ласточкин хвост») и трапециевидная формы.

Треугольный флаг
Трапециевидный флаг
Флаг «ласточкин хвост»

Треугольная форма флага является наиболее распространенной, вероятно потому, что впервые именно такие флаги поднимались в старейших клубах мира: Королевском яхт-клубе «Корк» (1720 г.), Королевском яхт-клубе «Темза» (1775 г.) или Королевской яхтенной эскадрилье (1815 г.).
Что касается соотношения ширины и длины, то оно зависит от традиций страны, но наиболее распространены пропорции 3:5.
Поднимается на яхтах и лодках клуба в море и на рейде, но снимается во время гонок. Если на яхте также поднят национальный морской флаг, то флаг яхт-клуба в два раза меньше и на судне размещается ниже национального.
Руководители (офицеры) яхт-клуба могут иметь особые флаги, соответствующими их званию: например, команодор может поднимать вариант клубного флага с ласточкиным хвостом (а вице-коммодор — такой же флаг, но с добавлением одного или двух кругов в кантоне). Бывший коммодор также может использовать флаг особой формы.
Первым в России яхт-клубом со своим флагом является учреждённый в Санкт-Петербурге в 1718 году Петром Первым «Невский флот». 1 мая 1895 года император Николай II утвердил Устав клуба с описанием клубного флага (яхтенного гюйса). Официальной целью Невского яхт-клуба были провозглашены развитие парового и парусного спорта, путем содействия, включая субсидирование, спортивного судостроения и спортивного мореплавания. Яхт-клубу разрешалось также снаряжать морские научные экспедиции. Паровые яхты августейших особ и богатейших предпринимателей также ходили под флагами яхт-клубов. Кроме того под флагом Невского яхт-клуба ходила и парусно-паровая шхуна «Заря», на которой была совершена Русская полярная экспедиция под руководством барона Э. В. Толля в 1900—1902 гг.
18 января 1910 года императором повелено установить для судов всех Яхт-клубов и Обществ любителей мореплавания (кроме Императорского Санкт-Петербургского яхт-клуба и Невского яхт-клуба) новые рисунки флагов взамен существующих — «по образцу кормового флага Невского Яхт-Клуба с помещением в верхнем крыже их Российского национального флага, а под ним в нижнем крыже изображение герба того города или губернии, в которых состоит или предполагается к открытию указанные Яхт-клубы или Общества». Этот флаг считается прообразом современного флага Финляндии.

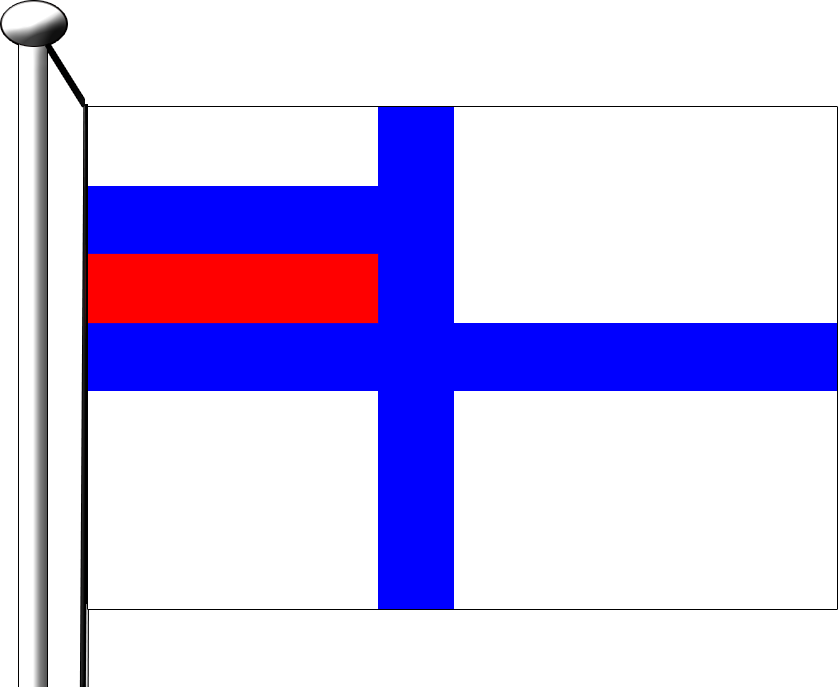
Яхтенный гюйс[англ.] судов яхт-клуба «Невский флот», 1895
Яхтенный гюйс[англ.] Нюландского яхт-клуба[фин.] в Хельсинки, 1910
Флаг яхт-клубов ВМФ СССР
Флаг Лиссабонской морской ассоциации[порт.], Португалия
Флаг яхт-клуба Королевская яхтенная эскадрилья[англ.], Великобритания
Флаг Королевского шведского яхт-клуба[англ.]
Флаг международной ассоциации яхт «505»[англ.]